# Вигилянский, Владимир Николаевич
Влади́мир Никола́евич Вигиля́нский (род. 6 марта 1951, Тернополь, УССР, СССР) — русский публицист и литературный критик. Протоиерей Русской православной церкви. Настоятель храма святой мученицы Татианы при МГУ с августа 2012 года. Руководитель пресс-службы патриарха Московского и всея Руси (2005—2012).
Член Союза журналистов России и Союза российских писателей.

## Биография
Родители — писатели Инна Варламова (настоящее имя Клавдия Густавовна Ландау, крещённая в католичестве как Клодина Жанина Викторина (1923—1990)) и Николай Дмитриевич Вигилянский (1903—1977), по происхождению из духовного сословия («бурсачья» фамилия Вигилянский — от латинского vigil, «бдящий», или же от вигилии, латинского названия Всенощного бдения).
В 1977 году окончил Литературный институт имени А. М. Горького, работал в секторе художественных проблем средств массовых коммуникаций Государственного института искусствознания. В 1982—1986 годах — внештатный сотрудник издательского отдела Московской патриархии.
С 1988 года по январь 1991 года — сотрудник отдела литературы и член редколлегии журнала «Огонёк». С 1990 года член Союза писателей СССР.
Осенью 1990 года читал лекции по истории русской цензуры в Мичиганском и в Массачусетском университетах, в колледжах Новой Англии (США). С 1991 года по 1993 год — главный редактор литературно-художественного и общественно-политического журнала «Русская виза». С 1992 по 1994 год — редактор-стилист русской версии газеты «Нью-Йорк таймс». С 1994 года — главный редактор воскресного приложения газеты «Московские новости».
14 февраля 1995 года рукоположён во диакона; в том же году рукоположён во священника. С 1996 по 1998 год вёл курсы церковной публицистики и радиожурналистики в Институте церковной журналистики при издательском совете Московской патриархии. С 2000 по 2005 год — декан факультета журналистики Православного института имени апостола Иоанна Богослова. С 2005 года — руководитель пресс-службы Московской патриархии (в 2009 году преобразована в пресс-службу патриарха Московского и всея Руси). Служит в домовом храме Мученицы Татианы при МГУ.
31 марта 2010 года в Великую среду патриарх Кирилл за литургией преждеосвященных Даров в храме Христа Спасителя возвёл священника Владимира Вигилянского в сан протоиерея.
6 июня 2012 года освобождён от должности руководителя пресс-службы патриарха Московского и всея Руси и назначен настоятелем строящегося храма святителя Василия Великого в деревне Зайцево Московской области и духовником гимназии святителя Василия Великого.
31 августа 2012 года указом патриарха Кирилла протоиерей Владимир Вигилянский назначен настоятелем храма святой мученицы Татианы при Московском государственном университете. За отцом Владимиром сохранено попечение о домовом храме гимназии святителя Василия Великого.
22 октября 2015 года патриархом Кириллом был включён в список членов оргкомитета Архиерейского собора 2016 года.
26 апреля 2021 году указом Патриарха Кирилла протоиерей Владимир Вигилянский удостоен права ношения наперсного креста с украшениями.

## Личная жизнь
- Сестра — Евгения Николаевна Вигилянская (1944—2017), в замужестве Гаврилова, преподаватель в Институте русского языка имени А. С. Пушкина, а затем на факультете журналистики МГУ.
- Жена — Олеся Николаева, поэт, писатель и публицист.
  - Дочь — Александрина Вигилянская, преподаватель, литератор, сценарист
  - Сын — Николай
  - Дочь — Анастасия[6]
- Предком отца Владимира является святой праведный Алексий Бортсурманский[7]

## Публикации
статьи
- Слово в день памяти святой мученицы Татианы // Журнал Московской Патриархии. 1996. — № 1. — С. 62—64.
- Для новых гонений на церковь уже все подготовлено : (К годовщине выхода «Церков.-обществ. вестн.»- спец. прил. к газ. «Рус. мысль») / [Вступ. ст. свящ. В. Вигилянского]. — М. : Изд-во Сретен. монастыря, 1997. — 80 с.
- СМИ и православие: Информационные войны вокруг «Основ православной культуры» // Новый мир. 2003. — № 9. — С. 150—173.
- Православие: Слово и дело // Вокруг света. 2007. — № 4 (2799). — С. 34—45.
- О правовом статусе православной святыни: Аспекты отношений Церкви и музеев // Журнал Московской Патриархии. 2010. — № 4. — С. 64—71.
- Перепись без права переписки // Покров. — 2017. — № 4 (550). — C. 24—26.
- Ники и Вики Оболенские // Русский дом. — 2017. — № 9. — С. 27.
- О Промысле Божием // Русский дом. — 2019. — № 2. — С. 17.
- Язык богослужения // Русский дом. — 2019. — № 6. — С. 26.
- Революция: возможно ли повторение? // Русский дом. — 2019. — № 11. — C. 10—11.
- Мы стали осознавать, что являемся потомками святого // Журнал Московской Патриархии. 2020. — № 9. — C. 50—55.
- «Коллективка» // Русский дом. — 2020 — № 10. — С. 31.
- «Гастрономия» Рождественского поста // Русский дом. — 2020. — № 12. — C. 3.
- Русский дом в Челси // Русский дом. — 2022. — № 2. — C. 48.

книги
- Последняя грань: Фильм [М. Скорсезе] «Последнее искушение Христа» и споры вокруг него. — М.: Изд-во Сретенского монастыря, 1998. — 48 с.
- Весеннее антихристианское обострение. Что это было? (из записной книжки). — М.: Русский Дом: ОЛМА Медиа Групп, 2012. — 142 с. — ISBN 978-5-901505-22-9.
- Русский ключ: дневник священника. — М.: Изд-во Сретенского монастыря, 2020. — 798 с. — ISBN 978-5-7533-1650-9 — 2000 экз.

## Награды
- Орден святого равноапостольного великого князя Владимира III степени (2011 год) — во внимание к трудам на благо Русской Православной Церкви и в связи с 60-летем со дня рождения[8]
- Орден преподобного Сергия Радонежского III степени (2005 год) — во внимание к трудам и в связи с 250-летием МГУ им. М. В. Ломоносова и 10-летием возобновления богослужебной жизни храма мц. Татианы
- Орден святителя Иннокентия, митрополита Московского и Коломенского III степени (2001 год) — за усердные миссионерские труды
- Орден преподобного Сергия Радонежского II степени (2021 год) — во внимание к трудам на благо Святой Церкви и в связи с 70-летием со дня рождения[9]